# Q-Tip
Q-Tip, właśc. Kamaal Ibn John Fareed (ur. 10 kwietnia 1970 w Nowym Jorku jako Jonathan Davis) – amerykański raper, aktor, DJ i hip-hopowy producent muzyczny. Członek grupy A Tribe Called Quest.
W połowie lat 90. XX wieku przeszedł na islam przyjmując nowe imię Kamaal Ibn John Fareed. Litera Q w jego pseudonimie artystycznym nawiązuje do Queens, dzielnicy w której dorastał. Raper również określa siebie jako „The Abstract”.
W roku 2005 i 2015 użyczył głosu do dwóch utworów brytyjskiego duetu The Chemical Brothers: ,,Galvanize” i ,,Go”.

## Dyskografia
- Amplified (1999)
- The Renaissance (2008)
- Kamaal/The Abstract (2009)
- The Last Zulu (2012)

## Filmografia
- 1993: Poetic Justice
- 1999: Love Goggles
- 2000: Disappearing Acts
- 2001: Prison Song
- 2002: Brown Sugar
- 2004: Ona mnie nienawidzi
- 2008: Cadillac Records
- 2010: Holy Rollers